# Dominique Mosselman
Dominique Mosselman (Brussel, 8 december 1758 - Parijs, 5 december 1830) was een lid van de wijdvertakte familie Mosselman.

## Levensloop
Dominique Mosselman was de enige zoon uit het eerste huwelijk van advocaat en brouwer Jerôme Mosselman (1729- ) en Catherine Bartholyns (1735-1759). Dominique was negen maanden toen zijn moeder stierf.
Hij werd kapitein bij de dragonders in het regiment De Limburg-Holstein. De eigenaar van het regiment, graaf Philippe de Limburg Stirum maakte hem in 1787 ridder-commandeur in de Orde van Sint-Joris (d'ancienne noblesse). Dit gaf Mosselman wellicht de ambitie een adellijke titel te verwerven.
In 1786 had hij de Franse nationaliteit verworven en kreeg hij door een arrest van de Raad van State toelating de voorrechten van adellijke status te genieten die aan zijn familie werden verleend door de keizerin. Om dit te bekomen had Mosselman documenten voorgelegd die volgens hem de adellijke status van de familie bevestigden, daar waar het slechts om de brieven ging (zogenaamde rehabilitatiebrieven) die zijn vader en zijn ooms hadden bekomen ter bevestiging dat ze tot een van de zeven geslachten van Brussel behoorden.
Ter ondersteuning van zijn verzoek had hij ook een uitgebreide genealogische tabel gevoegd, opgemaakt door de wapenherauten Jaerens, Beydaels en Labiniau, waaruit moest blijken dat hij een afstammeling van Karel de Grote was. Dit soort afstamming was niet onwaarschijnlijk en was op ongeveer iedereen toepasbaar die ook maar enige notabele voorouders had.
De Franse genealogen erkenden evenwel die filiatie niet, die ze als chimérique, vaine et dénuée de preuves oordeelden. Anderzijds meenden ze dat de voor de geslachten geldende 'rehabilitatiebrieven' volgens de Duitse gewoonten een erkenning van adel inhielden, waarin ze verkeerd waren.
Mosselman die zich voortaan graaf Mosselman liet noemen, introduceerde dezelfde documenten aan het Franse Hof, om in de omgeving van de koning te kunnen worden ontvangen, maar ook dit lukte niet. De wapenherauten van de koning oordeelden dat hij niet aan de voorwaarden beantwoordde en Lodewijk XVI schreef in de marge van de aanvraag ne se peut.
De revoluties brachten Mosselman weer naar Brussel en tijdens de laatste aanwezigheid van de Oostenrijkers, in 1793-94 deed hij nogmaals een poging tot adelserkenning. Hij liet het arrest van de Franse Raad van State drukken en ruim verspreiden, met zijn grafelijke titel en wapenschild erop. De Geheime Raad liet zich niet overtuigen en besliste op 1 juli 1793 dat de aanvrager algemeen bekendstond als niet van adel.
Hij gaf zich niet gewonnen en onder de Restauratie bekwam hij in Frankrijk eindelijk een soort erkenning van adelstand. Op 14 april 1821 verkreeg hij in Parijs open brieven van adelserkenning, die in december 1824 werden geregistreerd bij het Hof van Beroep van Amiens. Voortaan werd hij op akten van de Burgerlijke stand vermeld als 'graaf de Mosselman-Lorraine'.
Ondertussen was Mosselman ook nog elders erkenning gaan zoeken. In 1797 was hij een van de oprichters van de van oorsprong militaire loge Les Amis Philanthropes in Brussel. Hij was er bij de oprichting penningmeester van en werd genoteerd als 'eigenaar'. Naast zijn naam stond de vermelding dat hij Rozenkruiser was, wat mag doen veronderstellen dat hij al vroeger, misschien zelfs onder het ancien régime, ingewijd was en bekleed was geworden met de ronkende prinselijke titel die de achttiende graad in de hoge graden van de vrijmetselarij sierde. In 1799 kwam hij nog voor als Tweede Opziener in zijn loge, maar nadien werd hij niet meer vermeld.
Dominique Mosselman was in 1781 getrouwd met Jeanne-Catherine Cludts, de buitenechtelijke dochter van de rijke grootgrondbezitter Pierre Cludts, heer van de baronie Etterbeek. Haar moeder was Anne-Marie Daniels, een nichtje van Cludts. Ze hadden een enige dochter.

## Mosselman en vrijmetselarij
Jerôme Mosselman was na vijf jaar weduwnaarschap hertrouwd met Isabelle Meert (1742-1798) halfzuster van zijn eerste vrouw. Ze kregen zes kinderen.
Onder hen: Josse Mosselman (1774-1856) die verzekeraar en handelsrechter werd en die, net als zijn broer Charles Mosselman (1779-1819) als lid van de Amis Philanthropes stond genoteerd in 1799-1801. Dit wordt althans in de familiegeschiedenis vermeld, maar in de studie over deze loge komen hun namen niet voor.
Over nog een andere broer, Dominique-Joseph Mosselman (1778-ca1850), hebben we méér zekerheid. Hij werd bij de installatiezitting van deze loge als 'Mosselman de jonge' en als leerling vermeld, met 'brouwer' als beroep. In zijn latere leven werd hij als oliefabrikant vermeld. Hij trouwde in 1800 met Catherine Anoul (1782-1870). Het echtpaar kreeg zes kinderen. Dominique-Joseph behoorde tot de honderd meest belaste inwoners van de provincie Brabant in de Franse tijd. In 1814 ging hij naar Leuven wonen, stad waar hij in 1796 student was geweest.

## Verwarring
Het is zeer waarschijnlijk de aanhoudende zoektocht van Dominique Mosselman naar adelserkenning en het zich tooien met een onbestaande adellijke titel, die aanleiding zijn geweest tot verwarring en gemaakt hebben dat ook andere Mosselmans in sommige publicaties als 'baron' of 'graaf' zijn vermeld.
Het is al even onjuist de Mosselmans die naar Parijs trokken en de Mosselmans du Chenoy als vrijmetselaars voor te stellen. Ook hier kan verwarring zijn ontstaan met de hier behandelde (verre) neven.